# M20 (trasporto truppe)
Il M20 Armoured Utility Car (veicolo multiuso blindato) fu un veicolo ruotato derivato dall'autoblindo M8, impiegato principalmente per l'esplorazione e come piattaforma di comando, oltre che come trasporto truppe, utilizzato dall'esercito degli Stati Uniti nel corso della Seconda guerra mondiale. Praticamente fu utilizzato sui fronti di guerra europei solo dagli Stati Uniti e dalla Francia Libera. Dopo la Seconda guerra mondiale fu fornito a diversi alleati degli Stati Uniti, rimase in servizio in alcuni eserciti fino all'inizio degli anni '90 del XX secolo. Nel corso della guerra furono costruiti 3680 veicoli.

## Lo sviluppo
All'inizio della Seconda guerra mondiale l'US Army (Esercito Statunitense) non aveva in linea autoblindo (armoured car) ma solo veicoli da ricognizione (scout car). Per ovviare a questa carenza nel 1941 l'esercito cominciò a studiare nuovi modelli di autoblindo, in parte per soddisfare le sue esigenze ed in parte per quelle degli alleati britannici. Il primo modello di autobliando studiato fu l'M8, destinata ad essere usata come veicolo cacciacarri ruotato. I requisiti fondamentali per l'M8 erano: velocità e capacità di movimento su terreno vario elevate, trazione 6x6 (sei ruote, tutte motrici), silhouette bassa, peso limitato, armamento da 37 mm. Per questo furono approntati due prototipi (T22 dalla Ford e T23 dalla Fargo Crysler) su richiesta ed un terzo (T21) come private venture della Studebaker. Già all'inizio del 1942 apparve chiara l'insufficienza del cannone da 37 mm come arma anticarro, quindi il ruolo dell'M8 fu spostato alla ricognizione a favore dei battaglioni mobili anticarro e delle unità di cavalleria, e nel marzo di quell'anno il fu ridesignato come autoblindo leggera (light armoured car). Il veicolo prescelto, dopo una serie di prove durate solo due mesi, fu il T22 della Ford. I problemi tecnici (particolarmente il basso rapporto potenza/peso) portarono ad una revisione del progetto del mezzo, che fu accettato (T22E2) il 19 maggio 1942 come M8 Light Armoured Car.
Le richieste del Comando cacciacarri erano di avere sullo stesso scafo dell'M8, oltre al veicolo base, anche un veicolo comando, un veicolo blindato trasporto personale e un veicolo contraerei. Sulla base di queste richieste furono sviluppati:
- T26 Armored Command Car (veicolo corazzato comando);
- T20 Personnel-Cargo Carrier (trasporto carichi e personale);
- T69 Multiple Gun Motor Carriage (MGMC - veicolo per arma multipla) con funzioni contraerei.

Ben presto fu chiaro che le esigenze del T26 e del T20 erano tanto simili che non era necessario costruire due veicoli differenti, quindi il progetti furono unificati per produrre un veicolo unico, denominato inizialmente M10 Armoured Utility Car (veicolo multiuso blindato), ma successivamente, dato che nei battaglioni di cacciacarri, cui era destinato il veicolo esisteva già l'M10 Wolverine il veicolo trasporto truppe fu rinominato M20 Armoured Utility Car. Il veicolo fu approvato e standardizzato il 6 maggio 1943.
Apparve chiaro che l'uso del veicolo, spesso utilizzato nelle retrovie, non richiedeva sempre la presenza della mitragliatrice M2 Browning 12,7 mm, quindi a partire dall'agosto 1943 non fu più richiesto il montaggio di questa. Fin dall'inizio del 1944, quindi fu iniziato lo studio della possibilità di montare la mitragliatrice su un supporto da anello, i primi studi furono per il supporto di una affusto binato T86, studi che dimostrarono soprattutto la superiorità di questo supporto sul supporto standard M49. Da questi studi fu sviluppato un supporto ad anello per arma singola, inizialmente denominato T106 e standardizzato come M66.

## La tecnica
L'M20 aveva uno scafo saldato, diviso in tre compartimenti: guidatore, vano per il trasporto e vano motore, con la parte anteriore a cuneo e la parte posteriore piana, aperta per le grigliature di raffreddamento del motore (posteriore). Il motore era un Hercules JXD con 6 cilindri in linea, cilindrata 5244 cm³ (320 cu in), che usava benzina a 70 ottani. Il meccanismo di trasmissione, operante su tutti e tre gli assi, era basato su componenti commerciali. Le marce erano quattro avanti e due retromarce, con la possibilità di riduzione per il movimento fuori strada. La trazione era su 6 ruote con sospensione a balestre.
Nel vano trasporto potevano trovare posto fino a sette uomini equipaggiati o, nel caso che i sedili fossero rimossi, 1360 kg (3000 lb) di carico. Il veicolo era previsto come disarmato, ma fin dalla produzione iniziale fu previsto un binario che correva attorno al vano di carico per il supporto di una mitragliatrice M2 Browning 12,7 mm. Nei vani della parte destinata al trasporto era previsto il posto per le armi individuali e per un bazooka.
La dotazione di radio poteva essere di una (veicoli per i battaglioni cacciacarri) o due radio (veicoli per la cavalleria).
L'equipaggio di 2 uomini era su: guidatore ed assistente guidatore (nei due sedili nella parte anteriore dello scafo).

## Utilizzo nella Seconda guerra mondiale
Gli M20 furono schierati principalmente nei battaglioni cacciacarri, con 30 veicoli per battaglione con compiti sia di veicolo comando si come veicoli trasporto truppe, nei battaglioni anticarro con artiglieria trainato erano presenti 10 di questi veicoli con compiti analoghi.
I primi M20 operarono in Italia con gli otto battaglioni cacciacarri stanziati su quel fronte, tuttavia, dato che il fronte italiano non aveva un'alta priorità per l'esercito statunitense, molto spesso questi veicoli furono sostituiti nell'impiego dai semicingolati M2. In tutta la campagna sul fronte italiano furono persi 72 M20 per la maggior parte nel 1945, soprattutto a causa di mine.
Nell'ETO gli M20 operarono per tutta la campagna in stretta collaborazione con le autoblindo M8, subendo la perdita di 446 veicoli, con un picco di 277 veicoli nel dicembre 1944. Un M20 fu modificato in modo da poter essere utilizzato come veicolo comando dal Generale Patton.
Nel teatro di operazioni del Pacifico (PTO) gli M20 furono usati in piccolo numero, particolarmente nei combattimenti nelle Filippine e ad Okinawa dall'esercito. Non operarono mai con i marines.
L'unico utilizzatore dell'M20 (escluso l'esercito statunitense) furono le forze della Francia Libera, con 205 veicoli.

## Utilizzo successivo alla Seconda guerra mondiale
La maggior parte degli M20 presenti in Europa fu assegnata alla US Constabulary force (forze di polizia statunitensi), forza militare destinata essenzialmente al controllo delle frontiere tedesche, fino al dicembre 1952.
Successivamente gli M20 furono utilizzati nella guerra di Corea con l'esercito statunitense.
Invece gli M20 furono ampiamente usati dalla Francia nella guerra d'Indocina, inquadrati nella 2me Division Blindèe.
Dopo la guerra di Corea la M8 fu ritirata dal servizio attivo nell'esercito statunitense, ed insieme ad essa fu ritirato l'M20, dato che non aveva senso lasciare aperta una linea logistica solo per quel veicolo. Comunque una certa quantità di M20 fu ceduta ad alcune nazioni della NATO: Belgio, Norvegia, Germania, Italia, Portogallo, Grecia e Turchia e neutrali: Austria e Jugoslavia. Nel corso degli anni '50 e '60 furono date in gran quantità a nazioni dell'America Latina, Asia e Africa: Colombia, El Salvador, Guatemala, Haiti, Giamaica, Messico, Perù, Venezuela, Brasile, Etiopia, Iran, Marocco, Arabia Saudita, Taiwan, Thailandia, Tunisia. Un ulteriore fornitore fu la Francia, soprattutto sul mercato africano.
Infine non si può trascurare che un buon numero di M8 ed M20 è stato acquistato (disarmato) da collezionisti privati ed in alcuni casi restaurato con risultati notevolmente brillanti.